# Historia de los judíos en Dubrovnik
La comunidad judía de Dubrovnik existía ya en el siglo XV y creció significativamente con la llegada de judíos y marranos expulsados de España y Portugal. Los judíos de Dubrovnik desempeñaron un papel importante en las relaciones comerciales y diplomáticas de la República de Ragusa, pero también sufrieron expulsiones, restricciones y persecuciones. Los judíos de Dubrovnik obtuvieron la igualdad jurídica en el siglo XIX. La comunidad fue diezmada en el Holocausto durante la Segunda Guerra Mundial. Debido a esto y a la posterior emigración, la comunidad cuenta actualmente con unos 30 miembros.

## Siglos XV al XIX

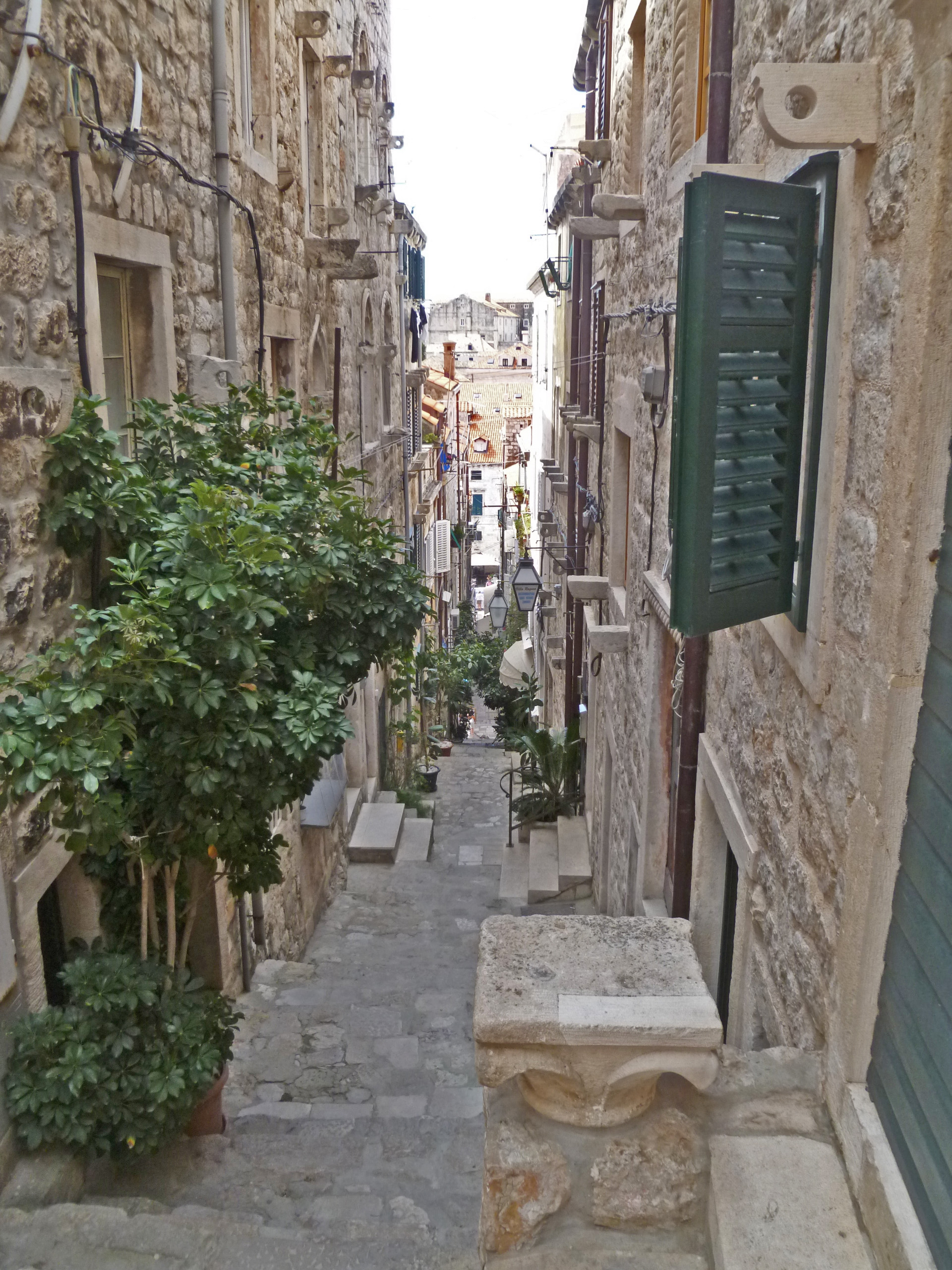
La calle judía (Ulica Žudioska) era la calle principal del gueto y tenía puertas cerradas durante la noche en ambos extremos.

El primer judío que residió permanentemente en Dubrovnik se registró en 1421 y en el siglo XV existía una pequeña comunidad en la ciudad. Creció significativamente después de la expulsión de los judíos de España en 1492, cuando muchos de los expulsados se dirigieron al este y algunos finalmente se establecieron en la ciudad-estado de Dubrovnik, la República de Ragusa.
Como los mercaderes-patricios locales temían la competencia de los recién llegados, y debido al deseo del clero local de seguir el ejemplo de otros estados cristianos, en 1515 se aprobó un edicto que expulsaba a los judíos de la república. El edicto hacía excepciones para los comerciantes judíos que visitaban la ciudad y para los médicos judíos. Parece que no se aplicó de manera consistente y no duró mucho tiempo. En 1538 los judíos vivían en Ploče y dos años más tarde varios edificios en Dubrovnik fueron designados viviendas judías.
Conversos (marranos), judíos de España y Portugal, también llegaron a la ciudad; en mayo de 1544 desembarcó allí un barco lleno exclusivamente de refugiados portugueses. Muchos judíos se convirtieron en comerciantes y artesanos, y se ocupaban de especias, sedas, telas y artesanías que tenían demanda en una ciudad portuaria. Jugaron un papel importante en el comercio de la ciudad y en 1572 la mayoría de los agentes comerciales eran judíos.
En 1546, los funcionarios de Dubrovnik asignaron un asentamiento judío dentro de la ciudad, y la calle principal se llamó Ulica Žudioska («calle judía») en el gueto de Dubrovnik. El gueto incluía casas con espacio de almacenamiento y una sinagoga y era administrado por su jefe electo. Los residentes pagaban un impuesto especial y tenían que permanecer dentro del gueto durante la noche, cuando las puertas estaban cerradas. Algunos judíos ricos vivían fuera del gueto de la ciudad. Gracia Mendes, filántropa y empresaria, tenía amplios intereses económicos en la ciudad. Cuando llegó a Dubrovnik durante unos meses en 1553, fue recibida con pompa y vivió cerca de la puerta de Ploče. Posteriormente desempeñó un papel importante como intermediaria entre la república y el Imperio otomano.
Situada entre el Imperio Otomano y las tierras cristianas, Dubrovnik fue un punto de encuentro de espías cristianos y musulmanes, como David Passi. Tenía parientes en Italia y Constantinopla y trabajaba como agente comercial en Dubrovnik, siendo probablemente agente doble para españoles y venecianos.
Los marranos notables que vivieron y trabajaron en Dubrovnik incluyen al médico Amato Lusitano y al escritor Dídaco Pirro.

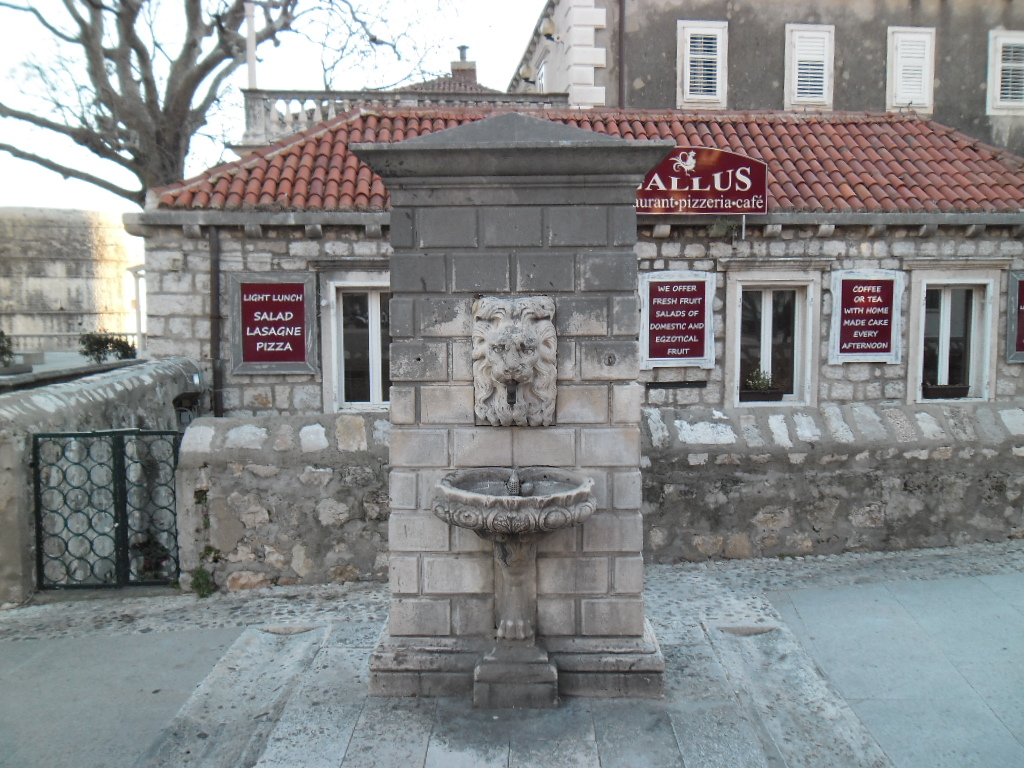
La fuente judía.

Después de que una niña cristiana fuera encontrada muerta en 1622, una mujer admitió haberla asesinado, pero dijo que había sido inducida a hacerlo por un judío, Isaac Jeshurun, que había necesitado la sangre de la niña con fines rituales. Jeshurun fue encarcelado durante veinte años y pasó tres años en prisión antes de que los esfuerzos de la comunidad condujeran a la conmutación de la pena. Este resultado fue considerado un milagro por los judíos de Dubrovnik, sin embargo, los importantes gastos relacionados con el caso provocaron un conflicto dentro de la comunidad. Las restricciones impuestas a los judíos de Dubrovnik llevaron a que la mayoría de ellos abandonaran la ciudad hacia Venecia o el Imperio otomano. Sólo quedaron cuatro familias, entre ellas la del rabino Aaron ben David Cohen. Las restricciones fueron levantadas o ignoradas, lo que provocó un nuevo resurgimiento, con 218 judíos de una población de 6000 en el siglo XVIII. Los judíos participaron en empresas marítimas, seguros marítimos y financiación. Se volvieron a imponer restricciones en la segunda mitad del siglo XVIII, cuando la república entró en un período de decadencia. Los judíos no podían dedicarse al comercio y no podían vivir fuera del gueto ni salir de él por la noche.
Cuando Dalmacia fue ocupada por las fuerzas napoleónicas, los judíos alcanzaron por primera vez la igualdad jurídica. En 1814, cuando el Imperio austríaco anexó Dalmacia, se retiró nuevamente la igualdad jurídica. A los judíos se les concedió igualdad legal según la ley croata a mediados del siglo XIX.

## SigloXXy después

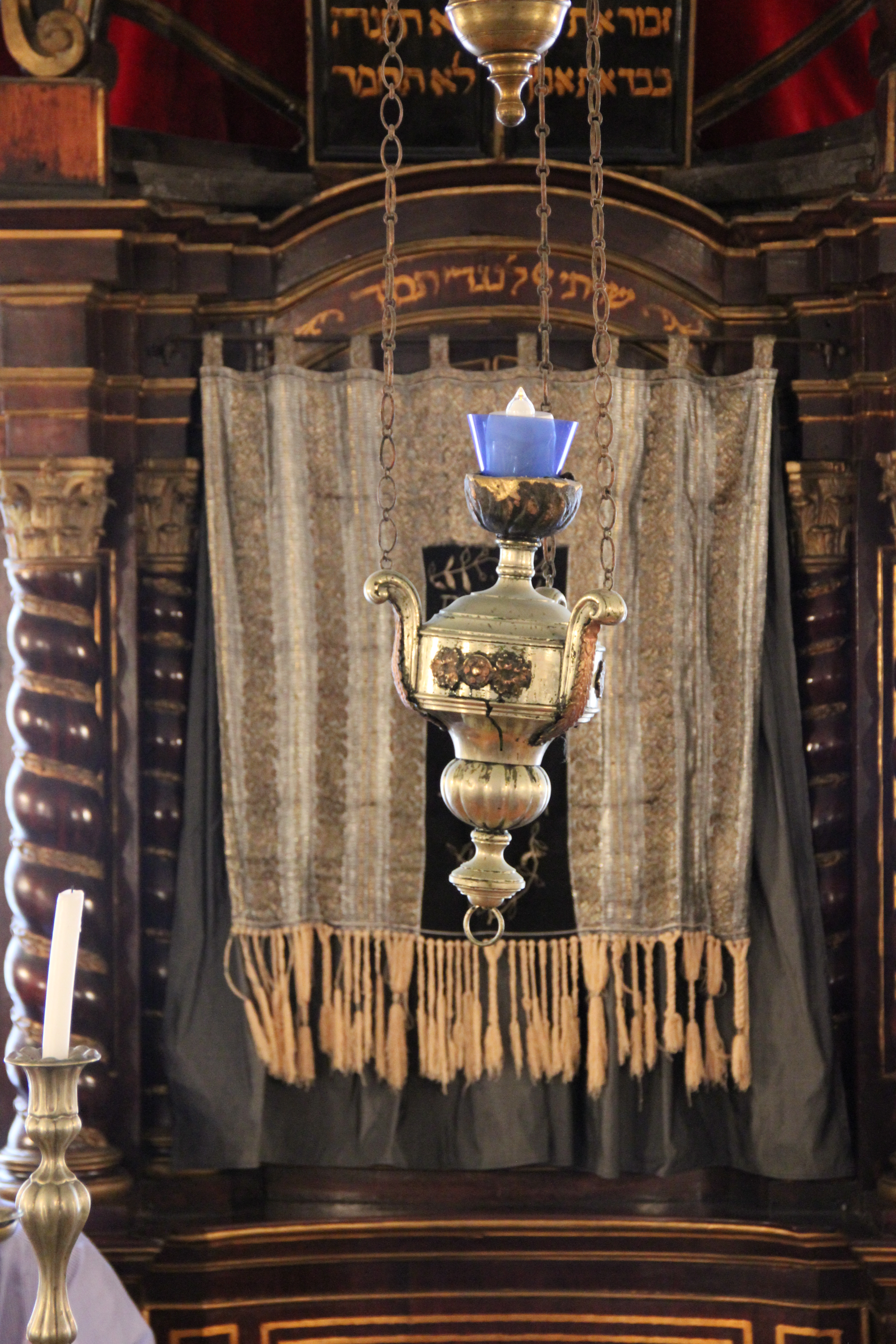
Interior de la sinagoga.

Durante la Segunda Guerra Mundial, Dubrovnik quedó bajo dominio fascista: la ciudad fue ocupada primero por el ejército italiano y luego por el ejército alemán después del 8 de septiembre de 1943. Antes del Holocausto, en Dubrovnik vivían 250 judíos; muchos fueron trasladados a la isla de Lopud junto con otros judíos de diferentes partes de Croacia, luego, en junio de 1943, fueron trasladados al campo de concentración de Rab con la mayoría de los judíos de las tierras ocupadas por Italia. En octubre de 1944, los partisanos de Josip Broz Tito entraron en Dubrovnik y muchos judíos fueron trasladados por los partisanos a los territorios liberados; el resto fueron enviados por los alemanes a campos de concentración. Después de la guerra, muchos de los judíos supervivientes de Dubrovnik se establecieron en Israel. Hoy en día, aproximadamente 30 judíos viven en Dubrovnik; sin embargo, sólo 17 se registraron oficialmente en el censo de 2001.